# Saint-Pons-la-Calm
Saint-Pons-la-Calm är en kommun i departementet Gard i regionen Occitanien i södra Frankrike. Kommunen ligger i kantonen Bagnols-sur-Cèze som tillhör arrondissementet Nîmes. År 2022 hade Saint-Pons-la-Calm 501 invånare.

## Befolkningsutveckling
Antalet invånare i kommunen Saint-Pons-la-Calm
Referens:INSEE